# Sendai Tōshō-gū
Le Sendai Tōshō-gū (仙台東照宮) est le sanctuaire mémorial de Tokugawa Ieyasu à Sendai, préfecture de Miyagi au Japon. Cinq de ses bâtiments, tous datant de 1654, sont désignés biens culturels importants. Le torii et les portes sont endommagés par le séisme de 2011 de la côte Pacifique du Tōhoku.

## Bâtiments
- Honden (本殿?) (1654) (bien culturel important)[3].
- Karamon (唐門?) (1654) (BCI)[4].
- Sukibei (clôture) (透塀?) (1654) (BCI)[5].
- Zuijin mon (随神門?) (1654) (BCI)[6].
- Torii (鳥居?) (1654) (BCI)[7].